# 笹川昇
笹川 昇（ささがわ のぼる）は東海大学専任教授。学位は博士（農学）。専門は分子生物学、生化学。
高校時代を埼玉県川越市で過ごす。2010年より東海大学工学部生命化学科専任准教授。
石浦章一東京大学教授と長年研究生活を共にした。
古い機械の分解、修理が趣味。黒澤明、『七人の侍』に出演する三船敏郎をこよなく愛している。